# Chotěšov (Litoměřicei járás)
Chotěšov település Csehországban, a Litoměřicei járásban. Chotěšov Radovesice, Vrbičany, Žabovřesky nad Ohří, Rochov, Slatina, Budyně nad Ohří, Černiv és Brozany nad Ohří településekkel határos. Lakosainak száma 518 fő (2024. január 1.).

## Népesség
A település lakosságának változását az alábbi diagram mutatja:
| Lakosok száma | 571  | 679  | 691  | 473  | 419  | 453  | 469  | 468  | 506  | 518  |
|               | 1869 | 1890 | 1921 | 1950 | 1980 | 2001 | 2017 | 2019 | 2022 | 2024 |